# District de Sennan
Le district de Sennan (泉南郡, Sennan-gun) est un district de la préfecture d'Ōsaka au Japon.
Lors du recensement de 2000, sa population était estimée à 69 488 habitants pour une superficie de 70 km2 (réestimée, depuis, à 70 535 personnes en août 2010).

## Communes du district
- Kumatori
- Misaki
- Tajiri